# Coppa di Bulgaria 2018-2019 (pallavolo femminile)
La Coppa di Bulgaria 2018-2019 si è svolta dal 13 febbraio al 18 aprile 2019: al torneo hanno partecipato otto squadre di club bulgare femminili e la vittoria finale è andata per la quinta volta, la terza consecutiva, al Marica.

## Regolamento
Alla competizione hanno preso parte tutte e 8 le squadre partecipanti alla Nacionalna Volejbolna Liga. Al termine del girone di andata della regular season, le formazioni sono state inserite in tabellone secondo ranking;
il torneo si è articolato in quarti di finale strutturati in gara di andata e ritorno (coi punteggi di 3-0 e 3-1 sono stati assegnati 3 punti alla squadra vincente e 0 a quella perdente, col punteggio di 3-2 sono stati assegnati 2 punti alla squadra vincente e 1 a quella perdente; in caso di parità di punti dopo le due partite è stato disputato un golden set), e semifinali e finale in gara unica con la formula della Final Four.

## Squadre partecipanti
| Squadra      | Qualificazione                                       |
| ------------ | ---------------------------------------------------- |
| Beroe        | 2ª al girone di andata di Nacionalna Volejbolna Liga |
| CSKA Sofia   | 4ª al girone di andata di Nacionalna Volejbolna Liga |
| Kazanlăk     | 7ª al girone di andata di Nacionalna Volejbolna Liga |
| Levski Sofia | 3ª al girone di andata di Nacionalna Volejbolna Liga |
| Marica       | 1ª al girone di andata di Nacionalna Volejbolna Liga |
| Perun        | 8ª al girone di andata di Nacionalna Volejbolna Liga |
| Rakovski     | 5ª al girone di andata di Nacionalna Volejbolna Liga |
| Slavia Sofia | 6ª al girone di andata di Nacionalna Volejbolna Liga |

## Torneo

### Tabellone
|  | Quarti | Quarti       | Quarti | Quarti |  |   | Semifinali | Semifinali   | Semifinali |  |   | Finale | Finale | Finale |
|  |        |              |        |        |  |   |            |              |            |  |   |        |        |        |
|  | 1      | Marica       | 3      | 3      |  |   |            |              |            |  |   |        |        |        |
|  | 1      | Marica       | 3      | 3      |  |   |            |              |            |  |   |        |        |        |
|  | 8      | Perun        | 0      | 0      |  |   |            |              |            |  |   |        |        |        |
|  | 8      | Perun        | 0      | 0      |  | 1 | Marica     | 3            |            |  |   |        |        |        |
|  |        |              |        |        |  | 1 | Marica     | 3            |            |  |   |        |        |        |
|  |        |              |        |        |  |   | 4          | CSKA Sofia   | 0          |  |   |        |        |        |
|  | 4      | CSKA Sofia   | 2      | 3      |  |   | 4          | CSKA Sofia   | 0          |  |   |        |        |        |
|  | 4      | CSKA Sofia   | 2      | 3      |  |   |            |              |            |  |   |        |        |        |
|  | 5      | Rakovski     | 3      | 0      |  |   |            |              |            |  |   |        |        |        |
|  | 5      | Rakovski     | 3      | 0      |  |   |            |              |            |  | 1 | Marica | 3      |        |
|  |        |              |        |        |  |   |            |              |            |  | 1 | Marica | 3      |        |
|  |        |              |        |        |  |   |            |              |            |  |   | 2      | Beroe  | 0      |
|  | 2      | Beroe        | 3      | 3      |  |   |            |              |            |  |   | 2      | Beroe  | 0      |
|  | 2      | Beroe        | 3      | 3      |  |   |            |              |            |  |   |        |        |        |
|  | 7      | Kazanlăk     | 0      | 0      |  |   |            |              |            |  |   |        |        |        |
|  | 7      | Kazanlăk     | 0      | 0      |  | 2 | Beroe      | 3            |            |  |   |        |        |        |
|  |        |              |        |        |  | 2 | Beroe      | 3            |            |  |   |        |        |        |
|  |        |              |        |        |  |   | 3          | Levski Sofia | 2          |  |   |        |        |        |
|  | 3      | Levski Sofia | 3      | 3      |  |   | 3          | Levski Sofia | 2          |  |   |        |        |        |
|  | 3      | Levski Sofia | 3      | 3      |  |   |            |              |            |  |   |        |        |        |
|  | 6      | Slavia Sofia | 0      | 0      |  |   |            |              |            |  |   |        |        |        |
|  | 6      | Slavia Sofia | 0      | 0      |  |   |            |              |            |  |   |        |        |        |

### Risultati

#### Quarti di finale

##### Andata
| 13 febbraio 2019 Kolodruma, Plovdiv Durata: 0h:48 - Spettatori: 120                  | Marica       | 3 - 0 | Perun        | 25-11, 25-5, 25-7                 |
| 13 febbraio 2019 Zala Ivan Vazov, Stara Zagora Durata: 1h:03 - Spettatori: 200       | Beroe        | 3 - 0 | Kazanlăk     | 25-23, 25-11, 25-16               |
| 13 febbraio 2019 Sportna Zala Panajot Pondalov, Sofia Durata: 1h:05 - Spettatori: 50 | Slavia Sofia | 0 - 3 | Levski Sofia | 25-27, 10-25, 16-25               |
| 13 febbraio 2019 Sportna Zala Mladost, Dimitrovgrad Durata: 1h:52 - Spettatori: 120  | Rakovski     | 3 - 2 | CSKA Sofia   | 25-16, 25-18, 15-25, 23-25, 16-14 |

##### Ritorno
| 2 marzo 2019 Părva Ezikova Gimnazija, Varna Durata: 0h:53 - Spettatori: 50             | Perun        | 0 - 3 | Marica       | 12-25, 17-25, 7-25  |
| 27 febbraio 2019 Sportna Zala Bagira Arsenal, Kazanlăk Durata: 1h:03 - Spettatori: 300 | Kazanlăk     | 0 - 3 | Beroe        | 22-25, 12-25, 22-25 |
| 27 febbraio 2019 Zala Sikonko, Sofia Durata: 0h:52 - Spettatori: 35                    | Levski Sofia | 3 - 0 | Slavia Sofia | 25-12, 25-10, 25-14 |
| 27 febbraio 2019 Zala Vasil Simov, Sofia Durata: 1h:15 - Spettatori: 100               | CSKA Sofia   | 3 - 0 | Rakovski     | 25-22, 25-23, 25-21 |

#### Semifinali
| 17 aprile 2019 Kolodruma, Plovdiv Durata: 1h:01 - Spettatori: 350 | Marica | 3 - 0 | CSKA Sofia   | 25-9, 25-6, 25-17                 |
| 17 aprile 2019 Kolodruma, Plovdiv Durata: 1h:55 - Spettatori: 120 | Beroe  | 3 - 2 | Levski Sofia | 25-15, 21-25, 25-14, 22-25, 15-13 |

#### Finale
| 18 aprile 2019 Kolodruma, Plovdiv Durata: 0h:56 - Spettatori: 1 050 | Marica | 3 - 0 | Beroe | 25-15, 25-13, 25-7 |